# Electricity Generating Authority of Thailand
Electricity Generating Authority of Thailand (EGAT) är ett statligt ägt energibolag i Thailand. Bolaget grundades den 1 maj 1969 och bygger, ansvarar samt äger ett flertal kraftanläggningar i Thailand och ansvarar även för en viss del av Thailands vattenförsörjning.
EGAT är bland annat aktör och entreprenör till det omdiskuterade bygget av Pak Mun-dammen som hade byggstart på 1990-talet stod klar 1994. 